# Jemal Tabidze
Pour les articles homonymes, voir Tabidze.
Jemal Tabidze, né le 18 mars 1996 à Samtredia en Géorgie, est un footballeur international géorgien. Il joue au poste de défenseur central au Dinamo Makhatchkala.

## Biographie

### Débuts en Géorgie
Natif de Samtredia en Géorgie, Jemal Tabidze est formé au sein du club du Saburtalo Tbilissi, avec qui il fait ses débuts en professionnels.

### Transfert à La Gantoise et prêt au FK Oural
En juillet 2015, il signe en faveur de La Gantoise, mais il ne joue aucun match avec l'équipe première. Il est prêté le 14 février 2017 au FK Oural jusqu'à la fin de la saison.

### FK Oufa
Tabidze signe en faveur du FK Oufa en juillet 2017. Il joue son premier match sous ses nouvelles couleurs le 15 juillet 2017, lors de la première journée de la saison 2017-2018 face au FK Tosno. Il est titulaire et son équipe s'impose par un but à zéro ce jour-là.

### Dinamo Tbilissi
Recruté par le club belge du KV Courtrai en juin 2022, Jemal Tabidze quitte le club un mois plus tard d'un commun accord, sans avoir joué le moindre match avec Courtrai. Il rejoint alors le Dinamo Tbilissi le 9 juillet 2022, signant un contrat courant jusqu'en décembre 2023.
En août 2022, Tabidze est nommé deuxième vice-capitaine du Dinamo Tbilissi. Il est donc le troisième choix pour porter le brassard derrière le capitaine Davit Skhirtladze et Anzor Mekvabishvili.

### En équipe nationale
De 2012 à 2013, Jemal Tabidze représente l'équipe de Géorgie des moins de 17 ans. Il marque son seul but lors de son premier match, le 28 août contre la Pologne (victoire 2-3 de la Géorgie) et compte au total huit matchs avec cette sélection.
Jemal Tabidze honore sa première sélection avec l'équipe de Géorgie le 23 janvier 2017, à l'occasion d'un match amical face à l'Ouzbékistan. Lors de cette rencontre, il entre en jeu en cours de partie, et les deux équipes se neutralisent (2-2). Le 27 mars 2018, il inscrit son premier but en équipe nationale face à l'Estonie. Son équipe s'impose par deux buts à zéro ce jour-là.
Le 22 mai 2024, il fait partie de la liste des 26 joueurs convoqués par Willy Sagnol pour disputer l'Euro 2024.